# Santa Maria d'Almatà
Santa Maria d'Almatà és una església amb elements romànics i gòtics de Balaguer (Noguera) protegida com a Bé Cultural d'Interès Local.

## Descripció
Santa Maria d'Almatà forma part actualment de l'església del Sant Crist i està reduïda únicament a la façana oest d'aquest temple actual i alguns elements interiors.
L'únic vestigi d'aquest temple s'observa en la façana oest del Sant Crist, on s'hi veu l'entrada que anava del creuer cap a la façana de ponent de l'antic temple de Santa Maria d'Almatà. La planta de l'edifici era de creu llatina, amb la façana a l'oest i el presbiteri a l'est. Com s'ha dit, únicament se'n conserva una gran portalada de mig punt adovellada i per sobre una gran rosassa decorada amb motius geomètrics (ambdós elements tapiats actualment). L'altar major estava situat on hi ha actualment la porta que dona al costat del riu. Tenia una nau i un creuer de volta de mig canó. Els braços del creuer anaven des dels graons del presbiteri actual fins on avui hi ha l'arc que sosté el cor. L'aparell d'aquesta part del temple és a base de carreus homogenis ben escairats, mentre que el rebliment dels murs és de maçoneria. La teulada de la part que resta de Santa Maria és a doble vessant, cobert amb teula i es troba en molt mal estat de conservació. Tipològicament es pot situar aquest temple en els segles XII o XIII.
La història arquitectònica del temple és molt àmplia i complexa. Sembla que el temple de Santa Maria d'Almatà s'edificà sobre l'antiga mesquita major de Balaguer. Al segle xv les germanes Clarisses s'hi instal·len i es construeixen dependències conventuals adossades a Santa Maria. Al segle xvii (1610), a causa de la gran devoció cada dia més creixent pels miracles que, segons s'explicava, feia el Sant Crist, s'eixamplà el temple i es posà sota l'advocació de la venerada imatge. Es posà l'altar major al braç situat al nord. La porta principal s'obrí al sud, cara a la ciutat, on es construí una façana totalment plana i coronada per un arc amb curvatura descendent a ambdós costats. A finals del segle xviii (1787) es va dinamitar l'antiga volta de Santa Maria d'Almatà, es va aixecar la volta de la nau principal i es va construir el cambril per al Sant Crist.
Les restes de Santa Maria d'Almatà es troben actualment en tràmit de restauració en el marc d'un projecte a llarg termini i que tenen com a objectiu obrir novament l'accés al Sant Crist des de la façana de Santa Maria, a l'oest.

## Història
L'església de Santa Maria d'Almatà és esmentada per primera vegada en la documentació el 26 de maig de 1091, quan el comte Ermengol IV d'Urgell fa donació de la mesquita major a Santa Maria d'Urgell. No hi ha notícies sobre la reforma que patí el temple i li conferí trets romànics, però es coneix que constava com a església major de Balaguer, paper que juga fins a l'any 1351. En aquell any aquesta propietat se li confereix a l'església de Sant Salvador i l'església de Santa Maria d'Almatà fou cedida a les monges clarisses perquè hi instal·lessin un convent.
Començà a anomenar-se del Sant Crist des que, el 22 de març de 1622, en presència del rei d'Espanya Felip V, del seu germà Carles i del comte d'Olivares, fou traslladada la santíssima Imatge de l'antiga capella a l'altar major que a tal efecte s'acabava de construir, deixant, d'aquell moment ençà, de ser la titular de l'església la Mare de Déu.